# Hiver d'impact
Ne doit pas être confondu avec hiver nucléaire ou hiver volcanique.

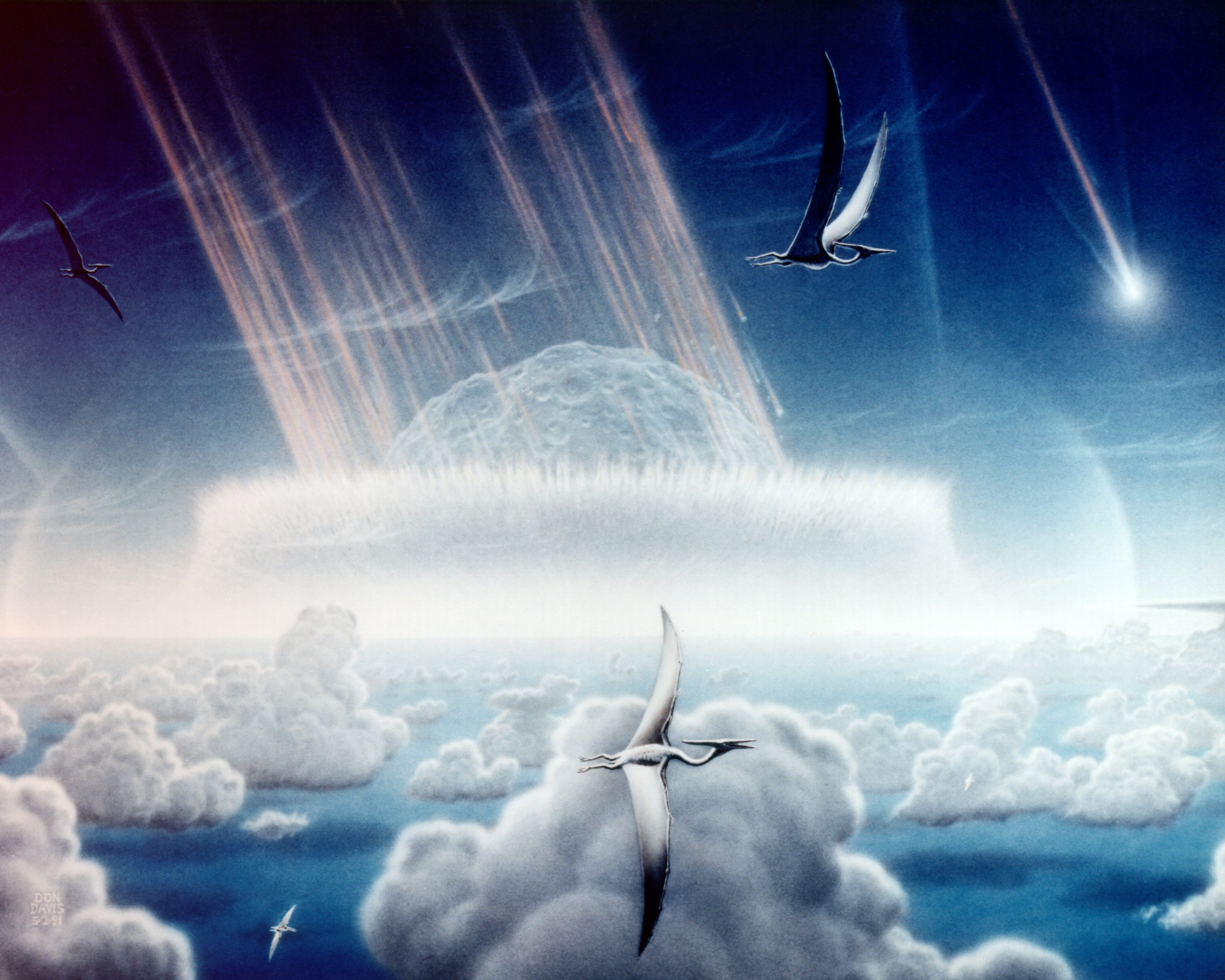
Vue d'artiste de l'impact de Chicxulub, considéré comme la cause d'extinction des dinosaures.

L'hiver d'impact est un phénomène hypothétique caractérisé par une baisse de la température globale de la Terre due à la collision d'un corps extraterrestre d'une taille considérable sur la surface de cette dernière. Ainsi, la chute d'un astéroïde ou d'une comète sur Terre mènerait à l'éjection de poussières et de cendres dans l'atmosphère terrestre, bloquant de ce fait les rayons du Soleil. Un tel événement causerait une chute drastique de la température globale,,.
De manière analogue à l'hiver volcanique ou à l'hiver nucléaire, l'hiver d'impact pourrait causer une extinction massive.

## Possibilités d'impacts significatifs

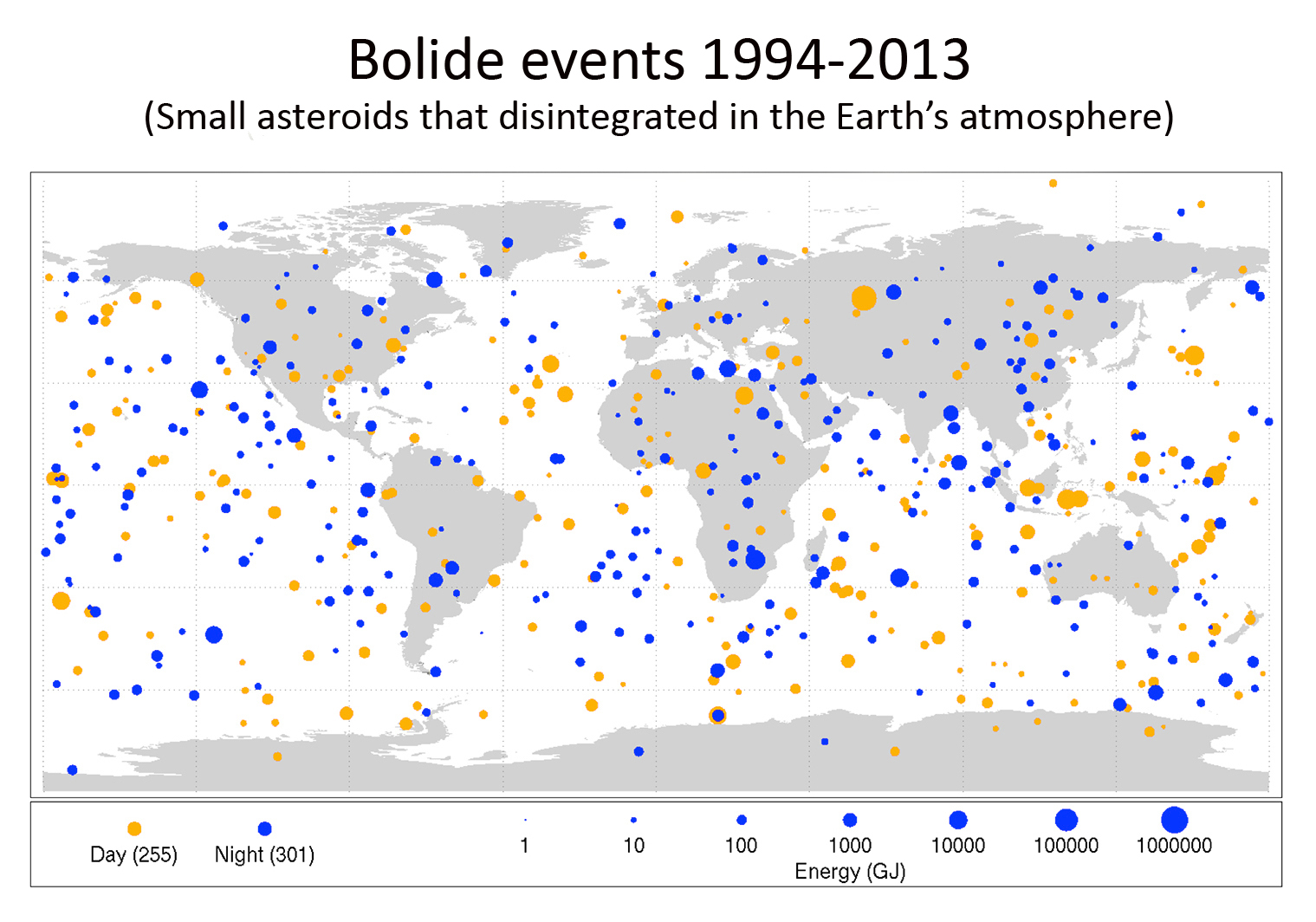
Fréquence d'entrée dans l'atmosphère de météroïdes de 1 à 20 mètres de diamètre (1994-2013). Les points orange sont les entrées diurnes et les bleus, les nocturnes. La taille des points est proportionnelle à celle des impacteurs.

La Terre rencontre sur son orbite un incessant barrage de débris cosmiques. La majorité d'entre eux sont de petites particules qui s'enflamment et brûlent lorsqu'elles entrent dans l'atmosphère, formant des météores. Les restes de certaines d'entre elles, des météorites, sont parfois retrouvés au sol. L'énergie cinétique de ces objets extraterrestres est majoritairement perdue lors de leur passage dans l'atmosphère et ils n'engendrent pas d'effets significatifs sur le climat de la planète.
Chaque année, des météoroïdes de quelques mètres de diamètre entrent en collision avec la Terre et explosent généralement à une hauteur d'environ 50 kilomètres de la surface avec une puissance équivalente à un kilotonne de TNT. Leur effet sur le climat terrestre demeure cependant négligeable.
Des impacteurs de plus d'un kilomètre de diamètre peuvent engendrer des effets climatiques significatifs. Ainsi, selon le modèle de Toon et al., l'impact d'une comète de 1,8 km de diamètre ou d'un astéroïde de 3 km de diamètre est suffisant pour causer un hiver d'impact.
Les études montrent que les chances que la Terre soit frappée par un corps d'un diamètre supérieur à 2 kilomètres durant le prochain millénaire sont très faibles. Ainsi, par exemple, l'astéroïde (29075) 1950 DA aurait une probabilité de 0,005 % de percuter la planète en l'an 2880.
Les impacts assez puissants pour amener certaines extinctions se produisent environ tous les 100 millions d'années,,.

### Sans impact
Une théorie controversée appuyée par Victor Clube et Bill Napier affirme qu'une comète n'a pas besoin de frapper la Terre pour être potentiellement dangereuse, car elle pourrait se désintégrer et laisser par son passage un immense voile de poussière dont les conséquences seraient similaires à celles d'un hiver nucléaire, avec un refroidissement planétaire à long terme qui s'étendrait sur des milliers d'années, cette catastrophe aurait un risque similaire à celui d'un impact d'un objet de 1 km,,,,,.

## Effets physiques
Même si les astéroïdes ou les comètes percutent la Terre avec une force explosive équivalente à plusieurs fois celle des volcans, le mécanisme de fonctionnement des hivers d'impact est similaire à ce qui arrive lors des méga-éruptions volcaniques. Dans ce scénario, une quantité massive de débris est éjectée dans l'atmosphère, ce qui bloque une fraction de la radiation solaire pour un temps prolongé, ce qui mène à une baisse de la température globale moyenne vers 280 kelvins (7 °C) après un an. Les deux plus grands facteurs de refroidissement possibles à la suite d'un impact sont l'éjection massive de régolithe et les tempêtes de feu.

### Éjection massive de régolithe

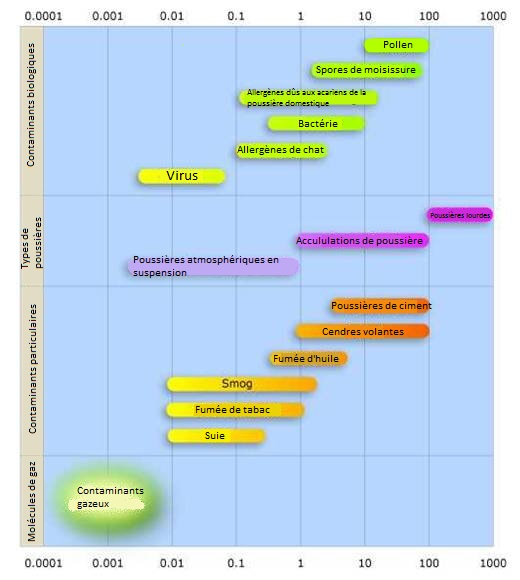
Ce diagramme illustre la distribution en micromètre de plusieurs types de particules en suspension atmosphériques.

Selon une étude menée par Curt Covey et al., un astéroïde de 10 kilomètres de diamètre et de 108 mégatonnes de force explosive pourrait propulser en l'air plus de 2,5 × 1015 kg de microparticules dans l'atmosphère. Les particules plus grosses ne restent pas en suspension et retombent immédiatement vers la Terre. Les particules de 1 micromètre (µm ) ou moins s'étendent partout dans l'atmosphère et refroidissent la température globale de la Terre en absorbant et réfractant les rayons solaires et en tamisant la luminosité globale, d'une manière similaire aux particules sulfureuses propulsées par l'éruption d'un supervolcan,. Cet effet est supposément arrivé lors de la catastrophe de Toba.
Ces particules de roche pulvérisée resteraient en suspension jusqu'à leur condensation solide. En raison de leur taille, elles agiraient en tant que noyaux de condensation pour être ultimement retournées vers la Terre grâce aux précipitations.
Par contre, l'effet serait largement mitigé, même inversé, par la propulsion d'une énorme quantité de vapeur d'eau et de CO2 causée par la vague de chaleur suivant immédiatement l'impact (due à l'énergie cinétique dissipée lors de la collision). Si l'astéroïde frappait un océan (ce qui serait le cas de la majorité des cas d'impact), la vapeur d'eau constituerait la majorité des particules projetées, et un effet de serre majeur en serait probablement la conséquence[réf. souhaitée].
Autrement, un impact assez énergétique pourrait créer un panache à l'antipode du point d'impact. L'effet volcanique ainsi créé pourrait par lui-même causer un hiver volcanique, nonobstant les effets causés par l'impact en tant que tel.

### Tempêtes de feu
En combinaison avec l'éjection initiale de débris dans l'atmosphère, si l'impacteur est particulièrement large (soit 3 km ou plus), comme l'objet ayant causé l'extinction du Crétacé-Paléogène (estimé à 10 km), il y a possibilité d'un allumage de nombreux ouragans de feu, ayant une portée globale sur toutes les forêts denses et conséquemment, vulnérables aux tempêtes de feu. Ces feux de forêts peuvent dégager suffisamment de vapeur d'eau, de cendres, de suie, de goudron et de dioxyde de carbone dans l'atmosphère pour perturber le climat par eux-mêmes, et prolonger la durée du nuage de roche pulvérisée qui bloque les rayons solaires. Alternativement, il pourrait le précipiter dû à la présence accrue de vapeur d'eau favorisant la formation de noyaux de condensation avec les particules aérosols de roche. Si cela causait une prolongation, cela allongerait la période de refroidissement de la Terre, et créerait des inlandsis plus épais,.

### Effet météorologique
La baisse de température est globale, cependant, elle n'est pas uniforme. En effet, les zones côtières et humides se retrouvent moins affectées par l'hiver parce que l'eau présente dans les environs, en raison de sa grande capacité thermique, atténue la variation causée par l'impact. Cependant, les zones continentales, ayant moins d'eau, auront plus souffert de l'hiver. Plus globalement, après les 20 premiers jours, la température moyenne sur la Terre pourrait rapidement descendre d'environ 13 °C. Après une année entière, la chute pourrait être réduite a environ 7 °C, mais d'ici là, le tiers de l'hémisphère nord serait recouvert de glace.
Le niveau de luminosité global serait également fortement diminué par les particules d'aérosol emprisonnées dans l'atmosphère, rendant la visibilité à l'extérieur quasiment nulle. La couche d'ozone étant vaporisée près du point d'impact, les rayons ultraviolets du Soleil passeraient sans être filtrés, et seraient fortement nocifs autant pour les humains que les plantes survivantes, et ce pour plusieurs années.

## Effets biologiques
Un hiver d'impact aurait des effets très dévastateurs sur les humains et les autres espèces vivantes de la planète. Avec la radiation solaire sévèrement diminuée, les premières formes de vie à disparaître seraient les plantes et les animaux survivant avec l'aide de la photosynthèse. Ce manque de nourriture mènerait ultimement vers l'extinction massive des autres animaux plus hauts sur la chaîne alimentaire, et causerait possiblement la mort de 25 % de la population humaine. Selon l'emplacement et la taille de l'impact, les coûts de nettoyage pourraient être suffisamment élevés pour causer une crise économique globale pour les survivants. Ces facteurs rendraient la vie humaine sur terre extrêmement difficile.

### Agriculture
Avec l'atmosphère terrestre saturée de poussière et d'autres matériaux, la radiation venant du Soleil serait réfractée, réfléchie vers l'espace et absorbée par les débris. Le premier effet sur la terre suivant le souffle de l'impact et les potentiels ouragans de feu, serait la mort de la majorité, sinon la totalité des formes de vie photosynthétiques sur Terre. Celles vivant dans l'eau qui survivent à l'impact deviendraient possiblement dormantes jusqu'au retour du Soleil,.
Les organismes terrestres pourraient possiblement être gardés en vie dans des microclimats souterrains, comme par exemple les cavernes d'aragonite de Zbrašov où les gaz à effet de serre permanents, couplés avec une station d'énergie fossile ou nucléaire, permettraient d'alimenter des lampes de croissance jusqu'au dégagement de l'atmosphère. Celles à l'extérieur ayant survécu au manque de rayons solaires seront probablement mortes ou mises en dormance par le froid extrême. La mort de toutes ces plantes causerait rapidement la famine dans les pays sous-développés admettant un cas où une fraction suffisante de la population survivait à l'impact lui-même et ses autres conséquences immédiates. Les pays développés quant à eux pourraient s'en sortir tant que la période de refroidissement ne durerait pas plus d'un an, dû à la plus grande réserve d'aliments en conserve et de grains dans ceux-ci. Par-contre, si l'impacteur avait la taille de celui de l'extinction du Crétacé-Paléogène, l'importation de biens extérieurs ne pourrait peut-être pas compenser pour les pertes de récoltes globales,. La seule manière envisageable pour prévenir une famine globale serait d'amasser au moins la quantité de nourriture requise pour nourrir la population entière pour chaque pays.